# Spirochaeták

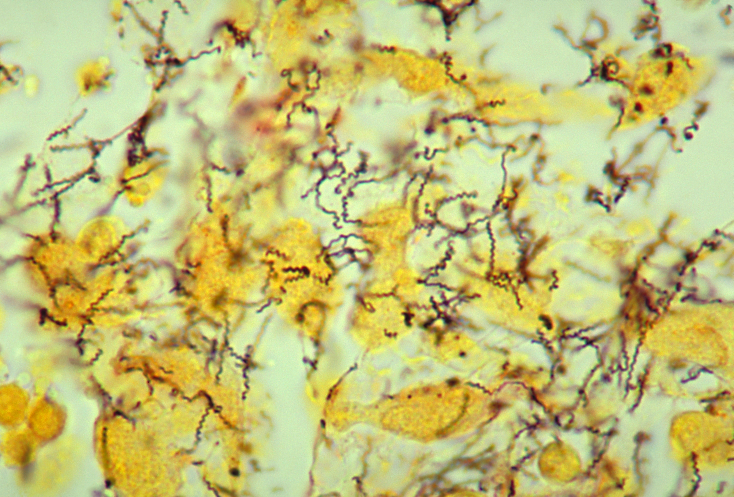
Treponema pallidum spirochaeták.

A spirochaeták (Spirochaetes vagy Spirochetes) a Gram-negatív baktériumok egyik törzsét alkotó, hosszúkás spirál alakú (dugóhúzószerű), aktív mozgásra képes egysejtűek. A spirochaeták kemoheterotrófak, hosszuk 5–250 µm, átmérőjük 0,1–0,6 µm közötti.
Más baktériumtörzsektől megkülönbözteti őket ostoraik elhelyezkedése, melyek hosszanti irányban futnak a sejtfal és a külső membrán között; ezeket endoflagellumoknak, axiális filamentumoknak is nevezik. Jellegzetes csavarodó mozgásra (rotáció, flexió) képesek. Ivartalanul, hasadással szaporodnak.
A legtöbb spirochaeta szabadon úszó életmódú és anaerob, de ez alól számos kivétel van.

## Osztályozásuk
A spirochaeták egyetlen rendjét három családra osztják: Brachyspiraceae, Leptospiraceae és Spirochaetaceae.
Cavalier-Smith elmélete szerint a Spirochaetes a baktériumok egy nagyobb kládjába, a Gracilicutesbe tartozik.
A betegséget okozó taxonok közé tartoznak:
- Leptospira-fajok, a leptospirózis kórokozói[3]
- Borrelia burgdorferi, a Lyme-kór okozója
- Borrelia recurrentis, a visszatérő láz kórokozója[4]
- Treponema pallidum, a szifilisz kórokozója
- Treponema pertenue, a frambőzia kórokozója.